# Rita Marley

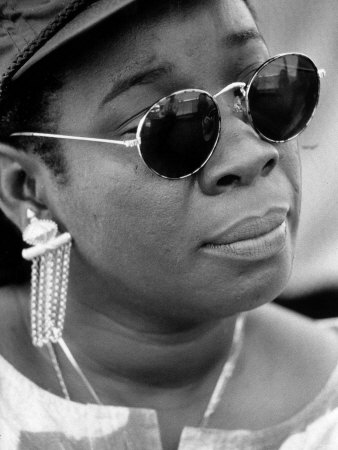
Rita Marley (2011)

Alfarita Constantia Marley Anderson, besser bekannt als Rita Marley (* 25. Juli 1946 in Santiago de Cuba), ist eine jamaikanische Reggaemusikerin kubanischer Herkunft. Sie ist die Witwe von Bob Marley und die Mutter von Sharon, Cedella, Ziggy, Stephen und Stephanie Marley.

## Leben

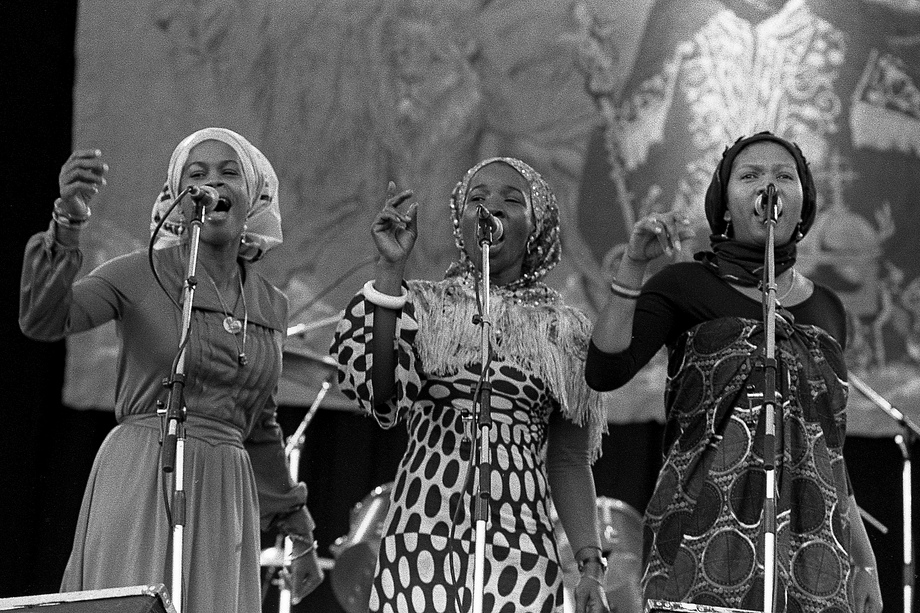
Die I-Threes: Judy Mowatt, Rita Marley und Marcia Griffiths (v. l. n. r., 1980)

Rita Marley wuchs in Trenchtown in Kingston auf. Sie gehörte der Band The Soulettes an, bis sie 1974 zusammen mit Judy Mowatt und Marcia Griffiths für Bob Marley & the Wailers das Hintergrundgesangstrio I-Threes bildete, mit welchem sie auch heute noch auftritt. Nach dem Tod ihres Mannes verwaltet sie dessen Erbe, wobei es mehrere Male zu Streitigkeiten mit seinen früheren Produzenten kam, und produziert weitere eigene Alben. Das ehemalige Wohnhaus in Jamaica wandelte sie in das „Bob Marley Museum“ um und gründete die „Robert Marley Foundation and the Rita Marley Foundation“.
Am 2. Juli 2005 trat Rita Marley im Rahmen der weltweiten Live 8-Benefizkonzerte in Philadelphia an der Seite ihres Sohnes Stephen und den Black Eyed Peas auf.
Rita Marley lebt heute in Ghana. Als sie 2005 die Ehrenbürgerschaft von Addis Abeba erhielt, wurde sie zitiert, dass die sterblichen Überreste von Bob Marley exhumiert und in Äthiopien wiederbegraben werden sollten, der Heimat Haile Selassies. Dies löste in Jamaika, wo er in Nine Miles begraben wurde, Aufregung und Empörung aus. Die angeblich von Rita Marley beabsichtigte Umbettung wurde nicht umgesetzt. Das Bob Marley Mausoleum ist weiter auf dem „Mount Zion“, wo es als touristische Attraktion vermarktet wird.

## Auszeichnungen
Im Jahr 2010 wurde Rita Marley in Washington mit dem Marcus Garvey Lifetime Achievement Award ausgezeichnet.

## Diskografie (Auswahl)
- 1981: Who Feels It Knows It (Tuff Gong/Shanachie)
- 1982: Harambe (Shanachie)
- 1991: We Must Carry On (Shanachie)
- 1999: One Draw (Shanachie)
- 2003: Sings Bob Marley … and Friends (Shanachie)
- 2004: Sunshine after Rain